# Matzerath

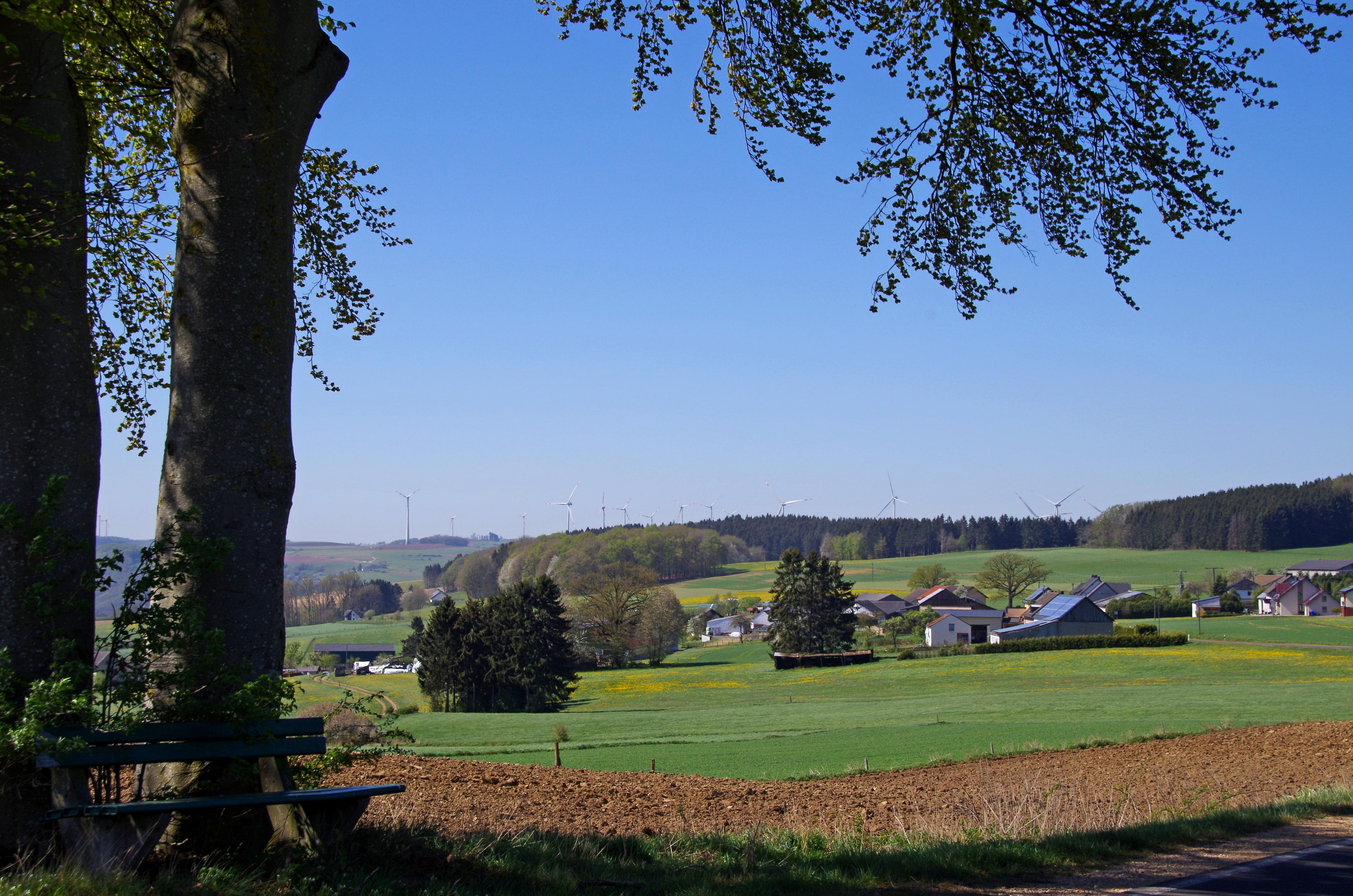
Matzerath, östlicher Ortsrand

Matzerath ist eine Ortsgemeinde im Eifelkreis Bitburg-Prüm in Rheinland-Pfalz. Sie gehört der Verbandsgemeinde Prüm an.

## Geographie
Matzerath liegt in der Westeifel. Zur Gemeinde gehört auch der östliche Teil des Weilers Dürsittert.
Nachbarorte sind die Ortsgemeinden Orlenbach im Norden, Winringen und Dingdorf im Osten, Heisdorf im Südosten, Dackscheid und Eilscheid im Süden, Lierfeld und Lünebach im Südwesten, sowie Pronsfeld im Nordwesten.

## Geschichte
Aus keltischer und römischer Zeit wurden Gräber in der Nähe des Ortes gefunden. Bei den römischen Gräbern handelt es sich um ein kleines Brandgräberfeld aus der Mitte des 1. Jahrhunderts n. Chr. östlich von Matzerath.
Die heutige Gemeinde entstand in der mittelalterlichen Rodungsphase. Sie gehörte zum Kondominium Pronsfeld. 1794 wurde der Ort französisch, 1815 kam er an Preußen und war dem Kreis Prüm zugeordnet. Mitte des 20. Jahrhunderts lebten in Matzerath noch über 100 Einwohner, seitdem ist die Einwohnerzahl rückläufig. Der Verbandsgemeinde Prüm gehört Matzerath seit 1971 an.
Statistik zur Einwohnerentwicklung
Die Entwicklung der Einwohnerzahl von Matzerath, die Werte von 1871 bis 1987 beruhen auf Volkszählungen:
| Jahr | Einwohner |
| ---- | --------- |
| 1815 | 40        |
| 1835 | 78        |
| 1871 | 86        |
| 1905 | 96        |
| 1939 | 112       |
| 1950 | 109       |
| 1961 | 98        |

| Jahr | Einwohner |
| ---- | --------- |
| 1970 | 85        |
| 1987 | 87        |
| 1997 | 66        |
| 2005 | 51        |
| 2011 | 56        |
| 2017 | 54        |
| 2023 | 48        |

## Politik

### Bürgermeister
Roland Pütz ist seit dem 9. Juli 2014 Ortsbürgermeister von Matzerath.
Der Vorgänger von Pütz, Hermann Wonner, hatte das Amt mehr als drei Jahrzehnte ausgeübt.

## Sehenswürdigkeiten
Im Ort befindet sich eine alte Eiche als Naturdenkmal. Sehenswert ist auch der Dorfbrunnen. Matzerath verfügt über eine kleine Kapelle.

## Wirtschaft
Der Ort ist landwirtschaftlich geprägt. Dominierend ist dabei bis heute die Milchwirtschaft. Heute bestehen noch acht Vollerwerbshöfe mit rund 300 Milchkühen (Stand 2010).